# Felix von Stenglin
Felix Freiherr von Stenglin (* 18. November 1860 in Schwerin; † 12. Januar 1941) war ein deutscher Schriftsteller.

## Leben
Felix von Stenglins Vater war Freiherr Adolf Detlev Christian Karl von Stenglin, seine Mutter war die Freiin Clothilde Ernestine Charlotte Melusine Natalie von Stenglin, geb. Laffert. Felix von Stenglin besuchte das Gymnasium in Schwerin und die Kadettenanstalten in Plön und Berlin. Er wurde Offizier, blieb jedoch nur kurz beim Militär und nahm danach ein Studium auf. Anschließend wurde er freier Schriftsteller, außerdem war er Redakteur verschiedener Zeitschriften.
1886 wurde sein Theaterstück Das Los der Armen in Berlin uraufgeführt. Ab 1896 veröffentlichte er auch umfangreichere Werke, wie z. B. den Roman Leidenschaft, die Geschichte eines Offiziers.
Von Stenglin lebte in Berlin, Thüringen, Groß-Lichterfelde und seit 1902 in Zehlendorf. 

## Schriften
- mit Henning von Stenglin: Abenteuer und Tiergeschichten: für das mittlere Kindesalter. Stollbergsche Verlagsbuchhandlung, Gotha um 1880 (Digitalisat).
- Kleiner Krieg: Lustspiel. Luckhardt, Berlin 1885.
- Das Gespenst im Hause: Lustspiel in 1 Aufzug nach einer Novelle Friedrich Spielhagens. Berlin 1887.
- Proletarier. Berliner Sittenbilder. Berlin 1888 (Eckstein's Reisebibliothek; 30).
- Der Gast seiner Frau: Lustspiel in 1 Akt. Kühling & Güttner, Berlin 1889.
- Allerlei Geschichten für kleine Leser: mit 7 Bildern. Stollberg, Gotha um 1890 (Digitalisat).
- Gustav Adolf, König von Schweden: zum 300jährigen Geburtstage des Königs. Vereins-Buchhandlung, Berlin 1894 (Otto Spamers neue Volksbücher; 13).
- Friedrich, Grossherzog v. Baden: Lebensbild. Vereins-Buchhandlung, Berlin 1894 (Kleine Soldaten-Bibliothek; 13).
- Mutter, – erzählen! 51 Geschichten für unsere Kleinen. U. Kracht, Berlin 1894.
- Kaiser Wilhelm II. 25 Jahre Soldat. Vereins-Buchhandlung, Berlin 1894 (Kleine Soldaten-Bibliothek; 4).
- Vor 25 Jahren oder Eine Nacht im Quartier: Episode in zwei Aufzügen. Entsch, Berlin 1895.
- Leidenschaft. Deutsche Schriftstellergenossenschaft, Berlin 1896.
- Eine Nacht im Quartier: Kriegsbild aus dem Jahre 1870 in zwei Aufzügen. Reclam, Leipzig 1896.
- Die Landpomeranze: Eine heitere Familiengeschichte. O. Janke, Berlin 1898.
- In heiterer Laune: Humoresken. Reclam, Leipzig 1900 (Universal-Bibliothek; 4089).
- Ein Dichterling: Roman. Deutsche Verlags-Anstalt, Stuttgart u. a. 1901.
- Junker Hans: Roman. Goldschmidt, Berlin 1901 (Goldschmidt's Bibliothek für Haus und Reise; 96).
- Das Höchste: Roman. Dresden, Leipzig um 1902.
- Das Wartburglied. 2 Bde., Meyer Heimatverlag, Leipzig 1902.
- Eine reiche Partie: Erzählung. Goldschmidt, Berlin 1902 (Goldschmidt's Bibliothek für Haus und Reise; 107).
- s' Re'ment: Roman. Minden, Dresden & Leipzig 1902.
- Versuchung: Kriminal-Roman. Steinitz, Berlin 1902 (Neue Kriminal-Bibliothek; 4).
- Drei Hofgeschichten. Dresden, Leipzig 1903.
- Der Tugendweg: zwei kleine Stücke. Dresden, Leipzig 1903.
- Der Synodale: eine fast wahre Geschichte. Dresden, Leipzig, Minden 1903.
- Die Anderen: die Geschichte einer Liebe. Dresden, Leipzig, Minden 1904.
- Frauchen. Dresden, Leipzig 1905.
- Aus dem Buche des Lebens: Geschichten von kleinen Leuten. Hillger, Berlin 1905 (Kürschners Bücherschatz; 480).
- Im Wunderland der Liebe: Gedichte. Wunder, Berlin 1905.
- Die Korrekten. Roman. A. Schall, Berlin 1906.
- Schneewittchen: ein Winter- und Frühlingsmärchen; Bühnenspiel für die Jugend. Selbstverlag, Zehlendorf, Wannseebahn 1906.
- Kampf: Roman. Carl Reißner, Dresden 1908.
- Über die letzten Dinge und die Überwindung des Leides: ein Versuch, Trost zu geben im Sinne freien Denkens. Kröner, Leipzig 1909 (Digitalisat).
- Die letzte Ernte: Bilder aus einem Familienleben. Leipzig 1910.
- Aus den Erinnerungen des Majors: Geschichten. Hillger, Berlin 1910 (Kürschners Bücherschatz; 734).
- Im Krug zur Hölle: Erzählung. Dresden, Leipzig 1912.
- Märkisches Rokoko. Erzählung aus Alt-Oranienburg. Bonnier, Leipzig 1912.
- Arme Sünder: Die Geschichte eines Fürsorgezöglings. Vita, Berlin-Charlottenburg 1912.
- Der Vogelhändler und andere kurze Geschichten. Reutlingen 1912.
- Das Spiel der fünf klugen und fünf thörichten Jungfrauen. Dichtung. Für gemischten Chor, Soli und Orchester von Rudolf Ew. Zingel. Ries & Erler, Berlin 1913.
- Luise von Lavallière. Der Jugendroman des Sonnenkönigs: Historischer Roman / von Felix. Beckmann, Berlin 1913 (Historische Romane großer Männer und Frauen; 4).
- Aristokraten: Roman. Winckelmann, Berlin 1914.
- Leidenschaft: Die Geschichte eines Offiziers. 2. Aufl. Winckelmann, Berlin. 1914.
- Klostersommer: eine heitere Geschichte. Dresden, Leipzig 1920.
- Die fröhliche Familie: aus Ulrich Balingers Ehechronik. Winckelmann, Berlin 1920.
- Das Wunder der Heiligen Nacht: Ein Krippenspiel zur Weihnacht aufzuführen in 2 Bildern. E. Bloch, Berlin 1922 (Weihnachts- u. Märchen-Aufführungen; 39).
- Schlawottke und andere drollige Geschichten. Winckelmann, Berlin 1925.
- Zwischen Morgen und Abend: Gedichte. Pyramiden-Verlag, Berlin 1926.
- Weimar: ein deutsches Schauspiel. Pyramiden-Verlag, Berlin 1927.
- Der Vogelhändler und andere kurze Geschichten. Enßlin & Laiblins Verlagsbuchhandlung, Reutlingen 1928.
- Die Stengle: Erzählungen aus dem Werdegang einer deutschen Familie. 3 Bde. Degener, Leipzig 1931.
- Der zoologische Garten und andere Erzählungen. Enßlin & Laiblin, Reutlingen 1934 (Geschichten und Bilder für unsere Kinder; 5).
- Bernhard von Weimar: historische Erzählung. Lindner, Leipzig 1935.
- Serenissimus: eine Geschichte aus dem Rokoko. J. Bohn & Sohn Verlag, Leipzig 1949 (Bohns fröhliche Bücher; 4).